# 奥利班福
46°53′06″N 16°55′22″E / 46.8850651°N 16.9227091°E
奥利班福，是匈牙利佐洛州所辖的一个村，总面积5.84平方公里，总人口480，人口密度82.2人/平方公里（2010年1月1日）。